# Saint-Jodard
Saint-Jodard är en kommun i departementet Loire i regionen Auvergne-Rhône-Alpes i centrala Frankrike. Kommunen ligger i kantonen Néronde som tillhör arrondissementet Roanne. År 2022 hade Saint-Jodard 392 invånare.

## Befolkningsutveckling
Antalet invånare i kommunen Saint-Jodard
| Referens: INSEE |